# Henry Mancini
Henry Mancini est un compositeur, arrangeur et chef d'orchestre américain de musiques de films né le 16 avril 1924 à Cleveland (Ohio) et mort le 14 juin 1994 à Los Angeles (Californie).
L’une de ses compositions les plus connues du grand public est The Pink Panther Theme, thème du film La Panthère rose de Blake Edwards (puis du dessin animé du même nom) et pour lequel il composera la musique de pas moins de 26 longs métrages. 
Aussi célèbre que le précédent, il compose le thème principal du film Hatari d’Howard Hawks : Baby Elephant Walk (1962).
Il a notamment composé et arrangé les musiques de films tels que Diamants sur Canapé (1961) dont la célèbre chanson interprétée par Audrey Hepburn, Moon River ; la musique de la série policière Peter Gunn toujours de Blake Edwards. Il a également réalisé les musiques de film pour des réalisateurs tels qu’Orson Welles, Vittorio de Sica, Sidney Poitier, Paul Newman et les musiques de séries telles que Columbo, Les enquêtes de Remington Steele, L’homme invisible ou Les oiseaux se cachent pour mourir.

## Biographie

### Jeunesse et formation
Enrico Nicola Mancini naît à Cleveland de parents italiens originaires de la région des Abruzzes. Il grandit à Aliquippa, près de Pittsburgh. Son père est ouvrier dans la sidérurgie et pratique la musique dans un orchestre de l'Ordre des fils d'Italie (en). Il pousse son fils à apprendre la flûte et le piano. Enrico joue dans l'orchestre de son lycée. Après ses études secondaires, il intègre l'école de musique du Carnegie Institute of Technology et étudie avec Max Adkins, qui dirige l'orchestre du Stanley Theater. Il entre ensuite à la Juilliard School de New York. Ses études sont interrompues par la Seconde Guerre mondiale. À la fin du conflit, il est recruté comme pianiste et arrangeur par l'orchestre fondé par Glenn Miller, maintenant dirigé par Tex Beneke,.

### Carrière
Mancini s'installe à Hollywood au début des années 1950. Il est employé durant six ans par Universal Studios et travaille sur une centaine de films,. Il compose notamment pour des films de science-fiction (L'Étrange Créature du lac noir) ou des westerns (La Brigade héroïque). Sa collaboration la plus fructueuse reste sans aucun doute celle qu'il a établie avec le réalisateur Blake Edwards pour lequel il a composé la quasi-totalité des musiques de ses œuvres depuis la série télévisée Peter Gunn (1958), et ensuite de films parmi lesquels Diamants sur canapé (1961), Le Jour du vin et des roses (1962), La Panthère rose (1963), La Party (1968), Darling Lili (1970), Victor Victoria (1982).
En association avec le parolier Johnny Mercer, Mancini compose quelques célèbres chansons de films, dont Moon River pour Diamants sur canapé, Days of Wine and Roses pour Le Jour du vin et des roses et Charade pour le film homonyme. Il collabore également avec Mack David, Ray Evans et Jay Livingston. Grâce aux reprises effectuées par des chanteurs comme Frank Sinatra, et surtout Andy Williams, ses chansons sont largement popularisées et récompensées.
Il est également le compositeur des thèmes musicaux de L'Homme invisible (1975) et des Enquêtes de Remington Steele (1982-1987).
Henry Mancini a fait quelques rares apparitions à la télévision dans Peter Gunn (1959), The Pink Panther Show (1969) et Frasier (1994). Il apparaît également à la fin du dessin animé Pink Plunk Plink, applaudissant après que La Panthère rose a réussi à faire jouer à un orchestre symphonique son thème à la place de la Symphonie no 5 de Ludwig van Beethoven (1966).
Il meurt des suites d'un cancer du pancréas à 70 ans en 1994.

### Famille
Henry Mancini est le père de la chanteuse Monica Mancini (en).

## Filmographie

### Cinéma

#### Années 1950
- 1952 : Qui donc a vu ma belle ? (Has Anybody Seen My Gal ?) de Douglas Sirk
- 1952 : Sally and Saint Anne de Rudolph Maté
- 1952 : Back at the Front de George Sherman
- 1952 : L'Heure de la vengeance (The Raiders) de Lesley Selander
- 1952 : Deux Nigauds en Alaska (Lost in Alaska) de Jean Yarbrough
- 1953 : Girls in the Night (Girls in the Night) de Jack Arnold
- 1953 : La Cité sous la mer (City Beneath the Sea) de Budd Boetticher
- 1953 : L'Expédition du Fort King (Seminole) de Budd Boetticher
- 1953 : Le Météore de la nuit (It Came from Outer Space) de Jack Arnold
- 1953 : Lone Hand de George Sherman
- 1953 : Quand la poudre parle (Law and Order) de Nathan Juran
- 1953 : L'Héroïque Lieutenant (Column South) de Frederick de Cordova
- 1953 : L'aventure est à l'ouest (The Great Sioux Uprising) de Lloyd Bacon
- 1953 : Désir de femme (All I Desire) de Douglas Sirk
- 1953 : Deux Nigauds chez Vénus (Abbott and Costello Go to Mars) de Charles Lamont
- 1953 : À l'est de Sumatra (East of Sumatra) de Budd Boetticher
- 1953 : Le Prince de Bagdad (The Veils of Bagdad) de George Sherman
- 1953 : All American (en) de Jesse Hibbs
- 1953 : Qui est le traître ? (Tumbleweed) de Nathan Juran
- 1953 : Romance inachevée[8] (The Glenn Miller Story) d'Anthony Mann
- 1954 : Les Rebelles (Border River) de George Sherman
- 1954 : L'Étrange Créature du lac noir (Creature from the Black Lagoon) de Jack Arnold
- 1954 : Ma and Pa Kettle at Home de Charles Lamont
- 1954 : La Brigade héroïque (Saskatchewan) de Raoul Walsh
- 1954 : Chevauchée avec le diable (Ride Clear of Diablo) de Jesse Hibbs
- 1954 : Yankee Pasha (en) de Joseph Pevney
- 1954 : Seul contre tous (Rails Into Laramie) de Jesse Hibbs
- 1954 : Fireman Save My Child (en) de Leslie Goodwins
- 1954 : Tanganyika d'André de Toth
- 1954 : Les Bolides de l'enfer (Johnny Dark) de George Sherman
- 1954 : La Rivière sanglante (Drums Across the River) de Nathan Juran
- 1954 : Le Défilé sauvage (Black Horse Canyon) de Jesse Hibbs
- 1954 : Francis Joins the WACS d'Arthur Lubin
- 1954 : Je suis un aventurier (The Far Country) d'Anthony Mann
- 1954 : Ricochet Romance de Charles Lamont
- 1954 : Four Guns to the Border (it) de Richard Carlson
- 1954 : The Yellow Mountain (it) de Jesse Hibbs
- 1954 : Le Nettoyeur (Destry) de George Marshall
- 1955 : La police était au rendez-vous (Six Bridges to Cross) de Joseph Pevney
- 1955 : So This Is Paris de Richard Quine
- 1955 : Deux nigauds et les flics (Abbott and Costello Meet the Keystone Kops) de Charles Lamont
- 1955 : Le Fleuve de la dernière chance (Smoke Signal) de Jerry Hopper
- 1955 : Tornade sur la ville (The Man from Bitter Ridge) de Jack Arnold
- 1955 : Ma and Pa Kettle at Waikiki de Lee Sholem
- 1955 : Les Survivants de l'infini (This Island Earth) de Joseph M. Newman
- 1955 : Deux nigauds et la momie (Abbott and Costello Meet the Mummy) de Charles Lamont
- 1955 : La Danseuse et le Milliardaire (Ain't Misbehavin’) d'Edward Buzzell
- 1955 : La Guerre privée du major Benson (The Private War of Major Benson) de Jerry Hopper
- 1955 : L'Enfer des hommes (To Hell and Back) de Jesse Hibbs
- 1955 : Son seul amour (One Desire) de Jerry Hopper
- 1955 : Grève d'amour (The Second Greatest Sex)  de George Marshall
- 1955 : Tarantula ! de Jack Arnold
- 1955 : Les Forbans (The Spoilers) de Jesse Hibbs
- 1955 : La Jungle des hommes (The Square Jungle) de Jerry Hopper
- 1956 : Dix secondes de silence (World in My Corner) de Jesse Hibbs
- 1956 : La créature est parmi nous (The Creature Walks Among Us) de John Sherwood
- 1956 : The Kettles in the Ozarks de Charles Lamont
- 1956 : 24 Heures de terreur (A Day of Fury) d'Harmon Jones
- 1956 : The Toy Tiger (en) de Jerry Hopper
- 1956 : Francis in the Haunted House (en) de Charles Lamont
- 1956 : Les Dernières Heures d'un bandit (en) (Showdown at Abilene) de Charles Haas
- 1956 : L'Enquête de l'inspecteur Graham (The Unguarded Moment) de Harry Keller
- 1956 : Everything But the Truth de Jerry Hopper
- 1956 : Rock, Pretty Baby (en) de Richard Bartlett (en)
- 1956 : The Great Man de José Ferrer
- 1957 : Istanbul de Joseph Pevney
- 1957 : L'Extravagant Monsieur Cory (Mister Cory) de Blake Edwards
- 1957 : La robe déchirée (The Tattered Dress) de Jack Arnold
- 1957 : Kelly et moi de Robert Z. Leonard
- 1957 : Man Afraid (en) de Harry Keller
- 1957 : The Night Runner de Abner Biberman
- 1957 : The Kettles on Old MacDonald's Farm (en) de Virgil W. Vogel
- 1957 : Joe Butterfly de Jesse Hibbs
- 1957 : L'Oasis des tempêtes (The Land Unknown) de Virgil W. Vogel
- 1957 : Meurtres sur la dixième avenue (Slaughter on Tenth Avenue) d'Arnold Laven
- 1957 : Joe Dakota de Richard Bartlett (en)
- 1957 : La Cité pétrifiée (The Monolith Monsters) de John Sherwood
- 1958 : La Ronde de l'aube (The Tarnished Angels) de Douglas Sirk
- 1958 : Madame et son pilote (The Lady Takes a Flyer) de Jack Arnold
- 1958 : The Big Beat de Will Cowan (en)
- 1958 : Damn Citizen (it) de Robert Gordon
- 1958 : Summer Love de Charles F. Haas
- 1958 : La Soif du mal (Touch of Evil) d'Orson Welles
- 1958 : Live Fast, Die Young (en) de Paul Henreid
- 1958 : Le Gang des filles (en) (Girls on the loose) de Paul Henreid
- 1958 : Flood Tide (en) d'Abner Biberman
- 1958 : Le Démon de midi (This Happy Feeling) de Blake Edwards
- 1958 : Le Décapité vivant (The Thing That Couldn't Die) de Will Cowan (en)
- 1958 : Voice in the Mirror de Harry Keller
- 1958 : L'Étoile brisée (Ride a Crooked Trail) de Jesse Hibbs
- 1958 : Les Années merveilleuses (en) (The Restless Years) de Helmut Käutner
- 1959 : Mirage de la vie (Imitation of life) de Douglas Sirk
- 1959 : Opération Jupons (Operation Petticoat) de Blake Edwards

#### Années 1960
- 1960 : Une seconde jeunesse (High Time) de Blake Edwards
- 1961 : Le Roi des imposteurs (The Great Impostor) de Robert Mulligan
- 1961 : Diamants sur canapé (Breakfast at Tiffany's) de Blake Edwards
- 1961 : L'Américaine et l'Amour (Bachelor in Paradise) de Jack Arnold
- 1962 : Allô, brigade spéciale (Experiment in Terror) de Blake Edwards
- 1962 : M. Hobbs prend des vacances (Mr. Hobbs Takes a Vacation) de Henry Koster
- 1962 : Hatari ! de Howard Hawks
- 1962 : Le Jour du vin et des roses (Days of Wine and Roses) de Blake Edwards
- 1963 : La Dernière Bagarre (Soldier in the Rain) de Ralph Nelson
- 1963 : La Panthère rose (The Pink Panther) de Blake Edwards
- 1963 : Charade de Stanley Donen
- 1964 : Suspense Account
- 1964 : Le Sport favori de l'homme (Man's Favorite Sport ?) de Howard Hawks
- 1964 : Quand l'inspecteur s'emmêle (A Shot in the Dark) de Blake Edwards
- 1964 : La Chatte au fouet (en) (Kitten with a Whip) de Douglas Heyes
- 1965 : Choc (Moment to Moment) de Mervyn LeRoy
- 1965 : La Grande Course autour du monde (The Great Race) de Blake Edwards
- 1966 : Arabesque de Stanley Donen
- 1966 : Qu'as-tu fait à la guerre, papa ? (What Did You Do in the War, Daddy?) de Blake Edwards
- 1967 : Voyage à deux (Two for the Road) de Stanley Donen
- 1967 : Peter Gunn, détective spécial (Gunn) de Blake Edwards
- 1967 : Seule dans la nuit (Wait Until Dark) de Terence Young
- 1968 : La Party (The Party) de Blake Edwards
- 1969 : Gaily, Gaily de Norman Jewison
- 1969 : Me, Natalie de Fred Coe

#### Années 1970
- 1970 : Tajamar
- 1970 : Traître sur commande (The Molly Maguires) de Martin Ritt
- 1970 : Les Fleurs du soleil (I girasoli) de Vittorio De Sica
- 1970 : Le Maître des îles (The Hawaiians) de Tom Gries
- 1970 : Darling Lili de Blake Edwards
- 1971 : Le Clan des irréductibles (Sometimes a Great Notion) de Paul Newman
- 1971 : Le Visiteur de la nuit (The Night Visitor) de László Benedek
- 1973 : Le Voleur qui vient dîner (The Thief Who Came to Dinner) de Bud Yorkin
- 1973 : L'Or noir de l'Oklahoma (Oklahoma Crude) de Stanley Kramer
- 1973 : Les Huit Visions (Visions of Eight) (documentaire)
- 1974 : The White Dawn de Philip Kaufman
- 1974 : Il était une fois à Hollywood (That's Entertainment!) de Jack Haley Jr.
- 1974 : The Girl from Petrovka (en) de Robert Ellis Miller
- 1974 : Refroidi à 99 % (99 and 44/100% Dead) de John Frankenheimer
- 1975 : La Kermesse des aigles (The Great Waldo Pepper) de George Roy Hill
- 1975 : Le Retour de la Panthère rose (The Return of the Pink Panther) de Blake Edwards
- 1975 : Une fois ne suffit pas (Once Is Not Enough) de Guy Green
- 1976 : W. C. Fields et moi (W. C. Fields and me) d'Arthur Hiller
- 1976 : Alex ou la Liberté (en) (Alex & the Gypsy) de John Korty
- 1976 : Transamerica Express (Silver Streak) d'Arthur Hiller
- 1976 : Quand la Panthère rose s'emmêle (The Pink Panther Strikes Again) de Blake Edwards
- 1978 : La Grande Cuisine (Who Is Killing the Great Chefs of Europe?) de Ted Kotcheff
- 1978 : Angela de Boris Sagal
- 1978 : La Malédiction de la Panthère rose (Revenge of the Pink Panther) de Blake Edwards
- 1978 : Appelez-moi docteur (House Calls) de Howard Zieff
- 1979 : Le Prisonnier de Zenda (The Prisoner of Zenda) de Richard Quine
- 1979 : Morsures (Nightwing) d'Arthur Hiller

#### Années 1980
- 1980 : La Puce et le Grincheux (Little Miss Marker) de Walter Bernstein
- 1980 : Changement de saisons (A Change of Seasons) de Richard Lang
- 1981 : S.O.B. de Blake Edwards
- 1981 : Condorman de Charles Jarrott
- 1981 : Maman très chère (Mommie Dearest) de Frank Perry
- 1981 : Back Roads de Martin Ritt
- 1982 : Ménage à trois (Better Late Than Never) de Bryan Forbes
- 1982 : Victor Victoria de Blake Edwards
- 1982 : À la recherche de la Panthère rose (Trail of the Pink Panther) de Blake Edwards
- 1983 : Second Thoughts (en) de Lawrence Turman
- 1983 : L'Héritier de la Panthère rose (Curse of the Pink Panther) de Blake Edwards
- 1983 : L'Homme à femmes (The Man Who Loved Women) de Blake Edwards
- 1984 : L'Affrontement (Harry & Son) de Paul Newman
- 1985 : That's Dancing! (en) de Jack Haley Jr.
- 1985 : Lifeforce de Tobe Hooper
- 1985 : Santa Claus de Jeannot Szwarc
- 1986 : Basil, détective privé (The Great Mouse Detective) des studios Disney
- 1986 : Un sacré bordel ! (A Fine Mess) de Blake Edwards
- 1986 : That's Life de Blake Edwards
- 1987 : Boire et Déboires (Blind Date) de Blake Edwards
- 1987 : La Ménagerie de verre (The Glass Menagerie) de Paul Newman
- 1988 : Meurtre à Hollywood (Sunset) de Blake Edwards
- 1988 : Élémentaire, mon cher... Lock Holmes (Without a Clue) de Thom Eberhardt
- 1989 : Mother, Mother de Micki Dickoff
- 1989 : Preuve à l'appui (en) (Physical Evidence) de Michael Crichton
- 1989 : L'amour est une grande aventure (Skin Deep) de Blake Edwards
- 1989 : Welcome Home de Franklin J. Schaffner

#### Années 1990
- 1990 : Papa est un fantôme (Ghost Dad) de Sidney Poitier
- 1990 : Visions en direct (Fear) de Rockne S. O'Bannon
- 1991 : Dans la peau d'une blonde (Switch) de Blake Edwards
- 1991 : Pour le meilleur et pour le rire d'Arthur Hiller
- 1992 : Tom et Jerry, le film (Tom and Jerry: The Movie) de Phil Roman
- 1993 : Le Fils de la Panthère rose (Son of the Pink Panther) de Blake Edwards

### Télévision

#### Années 1950-1960
- 1958 : Peter Gunn
- 1959 : Aventures dans les îles
- 1963 : Boston Terrier
- 1964 : Carol for Another Christmas (en)
- 1965-1969 : The Inspector

#### Années 1970
- 1971 : Circus (en)
- 1971-1976 : Columbo (23 épisodes)
- 1972 : The Eyes of Charles Sand
- 1974 : The 46th Annual Academy Awards
- 1975 : L'Homme invisible
- 1975-1976 : The Blue Knight (en) (17 épisodes)
- 1976 : What's Happening (en)
- 1976 : Arthur Hailey's the Moneychangers
- 1977 : Sanford Arms (en)
- 1977 : Kingston: Confidential
- 1978 : House Calls
- 1978 : A Family Upside Down
- 1978 : Funny Business
- 1979 : The Best Place to Be

#### Années 1980-1990
- 1980 : The Shadow Box
- 1982 : Ripley's Believe It or Not!
- 1982 : Newhart
- 1982 : Les Enquêtes de Remington Steele
- 1983 : Les oiseaux se cachent pour mourir
- 1987 : Murder by the Book
- 1987 : Mardi, c’est donc la Belgique
- 1988 : Justin Case (en)
- 1989 : Not Quite Human 2 (en)
- 1989 : Peter Gunn de Blake Edwards
- 1991 : Never Forget (en)
- 1992 : Julie

## Théâtre
- 1994 : Victor Victoria

## Récompenses
En 1982, une étoile lui est dédiée sur le Walk of Fame d'Hollywood. Il est introduit au Songwriters Hall of Fame en 1984. Au cours de sa carrière, Mancini a reçu de nombreuses récompenses : Oscar de la meilleure musique de film, Oscar de la meilleure chanson originale, Golden Globe de la meilleure chanson originale, Grammy Award de l'enregistrement de l'année, Grammy Award de la chanson de l'année, etc.
Sources : IMDb, Grammy Awards
- Grammy Awards 1959 :
  - Album de l'année pour The Music from Peter Gunn
  - Meilleur arrangement pour The Music from Peter Gunn
- Grammy Awards 1961 :
  - Meilleure interprétation jazz pour Blues and the Beat
  - Meilleure interprétation orchestrale pour Mr. Lucky
  - Meilleur arrangement pour Mr. Lucky
- Grammy Awards 1962 :
  - Chanson de l'année pour Moon River, avec Johnny Mercer
  - Enregistrement de l'année pour Moon River
  - Meilleur arrangement pour Moon River
  - Meilleure interprétation orchestrale pour Diamants sur canapé
  - Meilleur bande originale pour Diamants sur canapé
- Oscars 1962 :
  - Meilleure musique de film pour Diamants sur canapé.
  - Meilleure chanson originale pour Moon River dans Diamants sur canapé, avec Johnny Mercer
- Grammy Awards 1963 : Meilleur arrangement instrumental pour Baby Elephant Walk
- Oscars 1963 : Meilleure chanson originale pour Days of Wine and Rose dans Le Jour du vin et des roses, avec Johnny Mercer
- Grammy Awards 1964 :
  - Chanson de l'année pour Days of Wine and Roses, avec Johnny Mercer
  - Enregistrement de l'année pour Days of Wine and Roses
  - Meilleurs arrangements pour Le Jour du vin et des roses
- Grammy Awards 1965 :
  - Meilleure composition instrumentale non-jazz pour La Panthère rose
  - Meilleur arrangement instrumental pour La Panthère rose
  - Meilleure interprétation non-jazz pour La Panthère rose
- Grammy Awards 1970 : Meilleur arrangement instrumental pour Love Theme dans Roméo et Juliette
- Golden Globes 1971 : Meilleure chanson pour Whistling Away the Dark dans Darling Lili
- Grammy Awards 1971 :
  - Meilleur arrangement instrumental pour Z
  - Meilleure interprétation instrumentale contemporaine pour Z et autres films
- Oscars 1983 : Meilleure partition de chansons et adaptation musicale pour Victor Victoria, avec Leslie Bricusse

## Ouvrages
- (en) Sounds and Scores : A Practical Guide to Professional Orchestration, Northridge Music, 1986 (1re éd. 1962), 243 p. (ISBN 978-0-89898-667-9)
- (en) Did They Mention the Music? (en collaboration avec Gene Lees), Contemporary Books, 1989, 252 p. (ISBN 978-0-8092-4496-6)